# Художественные произведения Юрия Тынянова
Худо́жественные произведе́ния Ю́рия Никола́евича Тыня́нова

## Романы
- Кюхля (1925)
- Смерть Вазир-Мухтара (1928)
- Пушкин (не окончен)

1. Детство (1935)
2. Лицей (1936-37)
3. Юность (1943, посмертно)

## Повести и рассказы
- Попугай Брукса (из Чарицких хроник) // Альманах клуба «Образ и мысль». — № 7. (1925; под псевдонимом Юзеф Мотль)
- Яблоко. (1920-е)
- Подпоручик Киже. (1927)
- Побег. Из жизни декабриста. (1928)
- Восковая персона (1930)
- Исторические рассказы. (1930)
- Черниговский полк ждет. (1932)
- Малолетный Витушишников. (1933)
- Гражданин Очер. (1942)
- Генерал Дорохов. (1942 (?))
- Красная шапка. (1942 (?))

## Драматургия
- Четырнадцатое декабря (пьеса). (год неизвестен)
- Шинель (киносценарий по Гоголю). (фильм снят в 1926)
- СВД (Союз великого дела) (киносценарий, совместно с Ю.Г. Оксманом). (фильм снят в 1927)
- Смерть Вазир-Мухтара. (фильм не поставлен из-за войны)

## Переводы
- Ж. Дюамель. Цивилизация. Рассказы (1914-1917). (1923)
- Г. Гейне. Сатиры. (1927)
- Г. Гейне. Германия. Зимняя сказка. (1933)
- Г. Гейне. Стихотворения. (1934)

## Неоконченное и отрывки
- Из записных книжек // «Новый мир». — 1966. — № 8.
- Ганнибалы. Вступление // «Новый мир». — 1966. — № 8.
  - Ганнибалы. Вступление // Юрий Тынянов. Писатель и учёный. Воспоминания. Размышления. Встречи. — М., 1966. — С. 204—210.
- Овернский мул, или Золотой напиток // Юрий Тынянов. Писатель и учёный. Воспоминания. Размышления. Встречи. — М., 1966. — С. 201—2104. (1930)